# Ioan Danăilă
Ioan Danăilă este un fost deputat român în legislatura 1990-1992 de la data de 8 mai 1992, ales în județul Bacău pe listele partidului FSN. Deputatul Ioan 
Danăilă l-a înlocuit pe deputatul Sorin Cristea.